# Michel Denieul
Pour les articles homonymes, voir Denieul.
Michel Denieul (1926-2013) est un haut fonctionnaire français.

## Biographie

### Origines et formation
Fils d'un artisan d'art, Michel Denieul naît le 7 janvier 1926 à Rennes, en Ille-et-Vilaine. Il entre à l'École nationale des chartes après avoir préparé son concours au collège Sévigné.
Il est archiviste paléographe (promotion 1949) et ancien élève de l'École nationale d'administration (promotion Albert-Thomas, 1953-1955). Il sera plus tard considéré comme un haut fonctionnaire « pas comme les autres » du fait de sa formation atypique.

### Carrière
Après son service militaire en Afrique du Nord puis en Martinique, il fait ses débuts comme archiviste départemental de la Loire-Atlantique (1949).
À sa sortie de l'ENA en 1955, il choisit le corps des administrateurs civils. Devenu chef de cabinet du préfet délégué à Tizi-Ouzou, il passe l'année suivante au service du préfet du Morbihan.
En 1957, il est directeur du cabinet du préfet des Basses-Pyrénées, avec rang de sous-préfet, puis occupe les mêmes fonctions dans les Bouches-du-Rhône (1960). Il suit en 1963 Raymond Haas-Picard à la préfecture de la Seine,
dont il devient cette fois le directeur adjoint de cabinet.
En 1966, il est chef de cabinet du ministre de l'Intérieur, Roger Frey, avant de devenir son conseiller technique au ministère des Relations avec le Parlement, l'année suivante.
En 1968, il est quelques mois à la tête du service de liaison interministérielle pour l'Information. Il rejoint ensuite la direction de l'Architecture au ministère des Affaires culturelles.
Son premier poste de préfet est dans le Lot, en 1971.
En 1973, puis 1974, il dirige le cabinet d'Alain Peyrefitte aux ministères des Réformes administratives, puis des Affaires culturelles et de l'Environnement. Cette dernière année, il passe auprès du ministre de l'Éducation nationale, René Haby.
Il revient dans la préfectorale à la tête du Doubs et de la région Franche-Comté en 1977.
Nommé directeur général de la Marine marchande en janvier 1981, il est candidat en juin suivant sous les couleurs du Rassemblement pour la République aux élections législatives dans la 3e circonscription des Côtes-du-Nord.
En 1982, il est détaché comme directeur général des services du département de Seine-et-Marne. Son dernier poste, en 1986, est celui de président des Autoroutes du sud de la France et de la Société de l'autoroute basque.
Il a présidé[Quand ?] l'Association des hauts fonctionnaires de l'État en service détaché.

### Retraite et mort
Il est admis à la retraite fin 1991.
Il meurt le 15 octobre 2013.

### Vie personnelle
Époux d'Anne Denieul-Cormier, il a trois enfants, dont l'avocat Jean-Marie Denieul.

## Récompenses et distinctions

### Décorations
- Commandeur des Arts et Lettres[3].
- Commandeur des Palmes académiques[3].
- Officier de la Légion d'honneur (1986)[1].
- Officier de l'ordre national du Mérite[3].
- Chevalier du Mérite civil[3].